# 스킨 트레이드
《스킨 트레이드》(영어: Skin Trade)는 2014년 공개된 액션 스릴러 영화이다.

## 출연

### 주연
- 돌프 룬드그렌
- 토니 자
- 마이클 제이 화이트
- 피터 웰러
- 론 펄먼

### 조연
- 캐리 히로유키 타카와
- 코넌 스티븐스
- 마이크 도퍼드
- 셀리나 제이드
- 사하작 본다나킷
- 타샤 텔레스
- 클로이 밥쿡

## 기타
- 배역: 앤 맥카시
- 배역: 모린 웹